# Red-Wings-Airlines-Flug 9268
Koordinaten: 55° 35′ 2,3″ N, 37° 15′ 18,7″ O
Red-Wings-Airlines-Flug 9268 war ein Flug der Red Wings Airlines vom Flughafen Pardubice (Tschechische Republik) zum Flughafen Moskau-Wnukowo. Beim Landeanflug am 29. Dezember 2012 war die Maschine über das Ende der Landebahn hinausgeschossen und auf die dahinterliegende Autobahn gerast. Bei dem Flug handelte es sich um einen Positionierungsflug, es befanden sich acht Besatzungsmitglieder und keine Passagiere an Bord.

## Flugzeug
Die Tupolew Tu-204-100 (Seriennummer 047) wurde 2008 gebaut und im Dezember 2008 an die Red Wings Airlines ausgeliefert. Bis zum Unfallzeitpunkt hatte die Maschine über 6800 Flugstunden bei knapp 2500 Flügen geleistet.

## Flugverlauf

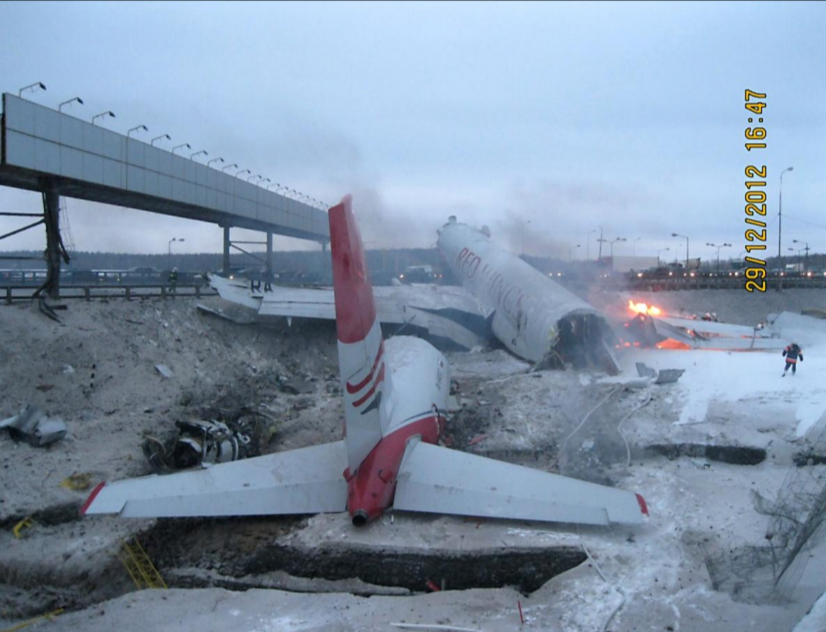
Wrack von Flug 9268

Die Tupolew Tu-204-100 mit dem Luftfahrzeugkennzeichen RA-64047 war vom Flughafen Pardubice um 11:10 Uhr Ortszeit gestartet. Bei der Landung auf der Landebahn 19 um 16:33 Uhr Ortszeit kam die Maschine nicht zum Stehen, geriet mit hoher Geschwindigkeit über das Landebahnende hinaus und prallte gegen den Damm der angrenzenden Autobahn M3. Dabei brach das Flugzeug in drei Teile und Wrackteile beschädigten auf der Autobahn vorbeifahrende Pkws. Ein Video der in einem der Pkws installierten Fahrzeugkamera, das bei YouTube veröffentlicht wurde, zeigt den Aufprall. Bei dem Unfall wurden der Kapitän, der Kopilot, der Flugingenieur sowie eine Flugbegleiterin getötet. Eine weitere Flugbegleiterin starb einen Tag später infolge ihrer Verletzungen. Drei weitere Insassen wurden zum Teil schwer verletzt. Der Flughafen wurde nach dem Vorfall gesperrt, ankommende Flüge wurden auf den Flughafen Moskau-Domodedowo umgeleitet.

## Ermittlung der Unfallursache
Die Flugschreiber wurden von den Einsatzkräften geborgen und dem Zwischenstaatlichen Luftfahrtkomitee zur Auswertung übergeben. Die Ermittlungen ergab, dass der Anflug ohne wesentliche Abweichungen vom Gleitpfad erfolgte, das Flugzeug jedoch erst etwa 1000 Meter nach der Landeschwelle der 3060 Meter langen Bahn aufsetzte. Die Schubumkehr wurde aktiviert, ohne dass das rechte Hauptfahrwerk vollständigen Bodenkontakt hatte. Schubumkehr und volle Bremswirkung werden aber nur eingesetzt, wenn beide Hauptfahrwerke gleichzeitig unter Last sind. Stattdessen sorgte der eigentlich für die Schubumkehr vorgesehene vergrößerte Schub für eine Erhöhung der Geschwindigkeit. Dadurch rutschte das Flugzeug mit 215 km/h über das Landebahnende hinaus und schlug mit etwa 190 km/h in die 300 Meter entfernte Straßenböschung ein.